# Bayerische Landessiedlung

Firmenlogo

Die Bayerische Landessiedlung ist eine ehemals landeseigene Gesellschaft in Bayern zur Förderung der Entwicklung des ländlichen Raums mit Sitz in München.

## Beschreibung
Sie wurde am 17. Juli 1917 auf Wunsch von Ludwig III. als Bayerische Landessiedlung GmbH gegründet.
Unter anderem kaufte die Landessiedlungsgesellschaft bäuerliche Anwesen, wie z. B. Aussiedlerhöfe, und verkaufte diese an Neubauern weiter. Dies geschah beispielsweise im Jahr 1934 mit dem Gut Hergolding durch Zwangsverkauf des jüdischen Besitzers und Neuvergabe an Familien „arischer Abstammung“.
An der Hanauer Straße 10/10a, 12/12a sowie 14/14a liegt die Lehrkolonie Moosach (Versuchsbauten zur Erprobung von Ersatzbaustoffen, 1919 als Einfamilien-Kleinhausbauten im Landhausstil für die Bayerische Landessiedlung erbaut. Baudenkmal D-1-62-000-2391).
1935 wurde die Gesellschaft in Bayerische Bauernsiedlung GmbH umbenannt.
Inzwischen haben sich die Aufgaben der Gesellschaft, die seit 1947 wieder Bayerische Landessiedlung GmbH heißt und 2006 privatisiert wurde, gewandelt. Der gemeinnützige Siedlungsteil wurde dabei von der Wohnungsbaugesellschaft abgetrennt und als BBV LandSiedlung an den Bayerischen Bauernverband verkauft. Diese nimmt weiterhin die siedlungrechtlichen Staatsaufgaben wahr.
Aufgaben der jetzigen Bayerischen Landessiedlung sind unter anderem:
- Serviceleistungen für die Gemeinden
- Förderung des Wohnungsbaus